# Grand Prix automobile d'Allemagne 1936
Le Grand Prix automobile d'Allemagne 1936 est un Grand Prix comptant pour le Championnat d'Europe des pilotes, qui s'est tenu sur le Nürburgring le 26 juillet 1936.

## Grille de départ
| 1re ligne | Pos. 3                       |                          | Pos. 2           |                               | Pos. 1                |
|           | Nuvolari Alfa Romeo          |                          | Stuck Auto Union |                               | Wimille Bugatti       |
| 2e ligne  |                              | Pos. 5                   |                  | Pos. 4                        |                       |
|           |                              | Caracciola Mercedes-Benz |                  | Von Brauchitsch Mercedes-Benz |                       |
| 3e ligne  | Pos. 8                       |                          | Pos. 7           |                               | Pos. 6                |
|           | Dreyfus Alfa Romeo           |                          | Trossi Maserati  |                               | Rosemeyer Auto Union  |
| 4e ligne  |                              | Pos. 10                  |                  | Pos. 9                        |                       |
|           |                              | Seaman Maserati          |                  | Lang Mercedes-Benz            |                       |
| 5e ligne  | Pos. 13                      |                          | Pos. 12          |                               | Pos. 11               |
|           | Fagioli Mercedes-Benz        |                          | Rens Bugatti     |                               | Brivio Alfa Romeo     |
| 6e ligne  |                              | Pos. 15                  |                  | Pos. 14                       |                       |
|           |                              | Severi Alfa Romeo        |                  | Chiron Mercedes-Benz          |                       |
| 7e ligne  | Pos. 18                      |                          | Pos. 17          |                               | Pos. 16               |
|           | Cholmondeley-Tapper Maserati |                          | Hasse Auto Union |                               | Von Delius Auto Union |
| 8e ligne  |                              | Pos. 20                  |                  | Pos. 19                       |                       |
|           |                              | Zanelli Maserati         |                  | Sommer Alfa Romeo             |                       |

## Classement de la course
| Pos.  | no | Pilote                          | Écurie                 | Châssis            | Tours | Temps/Abandon                   | Grille | Points |
| ----- | -- | ------------------------------- | ---------------------- | ------------------ | ----- | ------------------------------- | ------ | ------ |
| 1     | 4  | Bernd Rosemeyer                 | Auto Union             | Auto Union Type C  | 22    | 3 h 48 min 39 s 3 (131,65 km/h) | 6      | 1      |
| 2     | 2  | Hans Stuck                      | Auto Union             | Auto Union Type C  | 22    | + 3 min 56 s 9                  | 3      | 2      |
| 3     | 24 | Antonio Brivio                  | Scuderia Ferrari       | Alfa Romeo 12C-36  | 22    | + 8 min 25 s 7                  | 11     | 3      |
| 4     | 6  | Rudolf Hasse                    | Auto Union             | Auto Union Type C  | 22    | + 10 min 33 s 8                 | 17     | 4      |
| 5     | 16 | Luigi Fagioli                   | Daimler-Benz AG        | Mercedes-Benz W25K | 21    | + 1 tour                        | 13     | 4      |
| 5     | 16 | Rudolf Caracciola               | Daimler-Benz AG        | Mercedes-Benz W25K | 21    | + 1 tour                        | 13     | n/a    |
| 6     | 8  | Ernst von Delius                | Auto Union             | Auto Union Type C  | 21    | + 1 tour                        | 16     | 4      |
| 7     | 14 | Manfred von Brauchitsch         | Daimler-Benz AG        | Mercedes-Benz W25K | 21    | + 1 tour                        | 5      | 4      |
| 7     | 14 | Hermann Lang                    | Daimler-Benz AG        | Mercedes-Benz W25K | 21    | + 1 tour                        | 5      | n/a    |
| 8     | 2  | Carlo Felice Trossi             | Scuderia Torino        | Maserati 4C        | 21    | + 1 tour                        | 7      | 4      |
| 8     | 2  | Richard Seaman                  | Scuderia Torino        | Maserati 4C        | 21    | + 1 tour                        | 7      | n/a    |
| 9     | 40 | Raymond Sommer                  | Privé                  | Alfa Romeo Tipo B  | 19    | + 3 tours                       | 20     | 4      |
| 10    | 10 | Thomas Pitt Cholmondeley-Tapper | Privé                  | Maserati 8CM       | 18    | + 4 tours                       | 16     | 4      |
| Abd.  | 20 | Hermann Lang                    | Daimler-Benz AG        | Mercedes-Benz W25K | 18?   | + 4 tours                       | 10     | 4      |
| Abd.  | 20 | Rudolf Caracciola               | Daimler-Benz AG        | Mercedes-Benz W25K | 18?   | + 4 tours                       | 10     | n/a    |
| Abd.  | 28 | Francesco Severi                | Scuderia Ferrari       | Alfa Romeo 12C-36  | 17    | Pompe à essence                 | 14     | 4      |
| Abd.  | 28 | René Dreyfus                    | Scuderia Ferrari       | Alfa Romeo 12C-36  | 17    | Pompe à essence                 | 14     | n/a    |
| Abd.  | 22 | Tazio Nuvolari                  | Scuderia Ferrari       | Alfa Romeo 12C-36  | 13    | Essieu arrière                  | 1      | 5      |
| Abd.  | 18 | Louis Chiron                    | Daimler-Benz AG        | Mercedes-Benz W25K | 11    | Accident                        | 15     | 5      |
| Abd.  | 26 | René Dreyfus                    | Scuderia Ferrari       | Alfa Romeo Tipo C  | 7     | Allumage                        | 6      | 6      |
| Abd.  | 34 | Walter Rens                     | Privé                  | Bugatti Type 51    | 7     | Huile                           | 12     | 6      |
| Abd.. | 12 | Rudolf Caracciola               | Daimler-Benz AG        | Mercedes-Benz W25K | 3     | ?                               | 4      | 7      |
| Abd.  | 30 | Richard Seaman                  | Scuderia Torino        | Maserati Tipo V8RI | 2     | Freins                          | 9      | 7      |
| Abd.  | 36 | Jean-Pierre Wimille             | Bugatti                | Bugatti Type 59    | 2     | Boîte de vitesses               | 3      | 7      |
| Abd.  | 11 | Juan Zanelli                    | Scuderia Villapadierna | Maserati 8CM       | 0     | Fuite d'essence                 | 19     | 7      |
| Np.   | 21 | Goffredo Zehender               | Daimler-Benz AG        | Mercedes-Benz W25K |       | Pilote de réserve               |        | 8      |

- Légende: Abd.=Abandon ; Np.=Non partant.

## Pole position et record du tour
- Pole position :  Jean-Pierre Wimille (Bugatti) par tirage au sort.
- Meilleur tour en course :  Bernd Rosemeyer (Auto Union) en 9 min 56 s 3.